# 5000マイル
「5000マイル」（ごせん-）は、日本の女性シンガーソングライター・Rie fuの8枚目のシングル。

## 概要
前作「ツキアカリ」以来約3か月ぶりとなるシングル。ロンドン芸術大学を卒業してから初めてのリリース作品。スタッフが「5000マイルは、ロンドンと東京との距離・5000マイルを飛び越え、想いを馳せる人たちの背中を押してくれるポジティヴなポップチューン」ということを話した。

## 収録曲
全作詞・作曲：Rie fu
1. 5000マイル
  - 編曲：松岡モトキ
  - 「Tobira Album」にアルバム・ヴァージョンが収録されている。
2. 会いたいときに歌ううた
  - 編曲：上田禎
3. Life is Like a Boat～ツキアカリエフゥライブ version～
  - 編曲：上田禎
  - 同年5月21日5月に和田倉噴水公園で行なわれたスペシャルライヴ「ツキアカリエフゥライブ」のライヴ音源。